# Lunéville
Lunéville este un oraș în nord-estul Franței, sub-prefectură a departamentului Meurthe-et-Moselle, în regiunea Lorena, pe cursul râului Meurthe. Orașul are o populație de 21.000 locuitori.

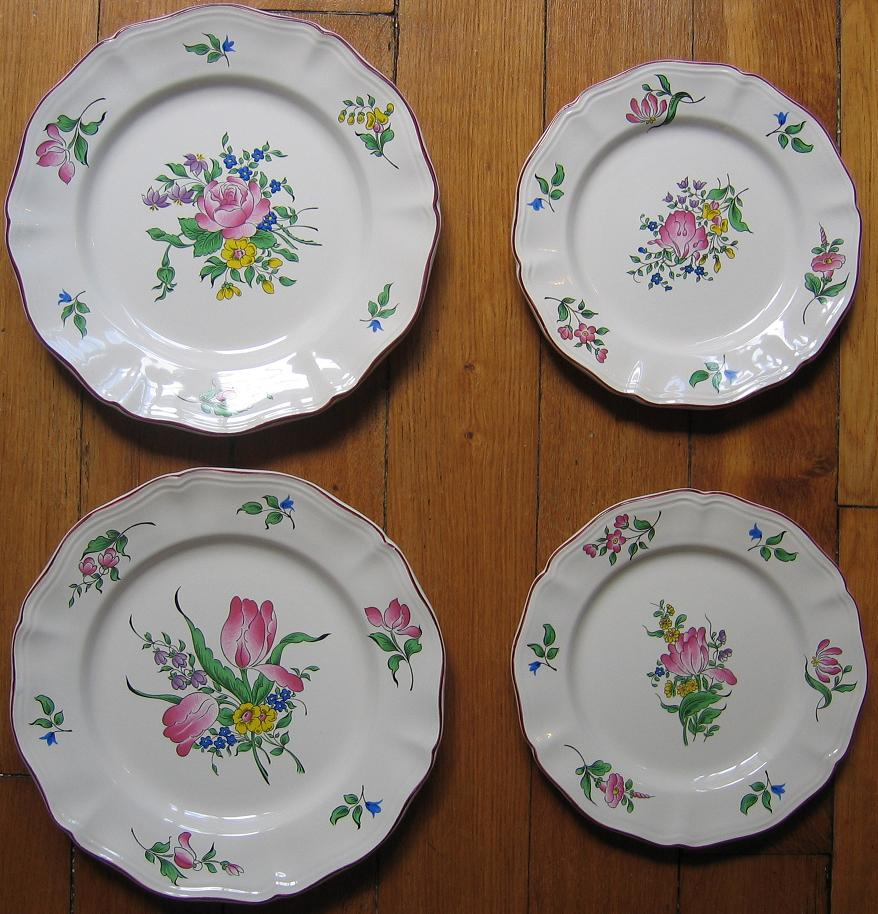
Porțelan de Lunéville